# Engineering Dobersek
Engineering Dobersek GmbH (в России Инжиниринг Доберсек) — германская инжиниринговая компания. Штаб-квартира — в городе Мёнхенгладбах, Северный Рейн-Вестфалия (Германия). Компания имеет представительства в Казахстане, России, Северной Македонии, Сербии, Украине и Узбекистане.

## История
Компания Engineering Dobersek была основана семейной парой Альбином и Татьяной Доберсек в 1983 году в Германии. Компания разработала технологическую модель, обеспечивающую оптимальную классификацию рудных материалов для их дальнейшего обогащения методом флотации. Способ оптимальной классификации был зарегистрирован в качестве авторской разработки под названием Conticlass® System.
В 1993 году, на основании полученного патента, компания Engineering Dobersek внедрила свою первую установку на медной обогатительной фабрике Алмалыкского ГМК (Узбекистан). За ней последовали проекты в Балхаше, Жезказгане, Заравшане, Лениногорске, Зыряновске, Норильске, Учалах, Ревде, Гае, Монголии, Болгарии, Македонии.
В 2008 году компания Engineering Dobersek реконструировала золотообогатительную фабрику в Узбекистане с применением технологии биоокисления.
В 2019 году компания Engineering Dobersek запустила в эксплуатацию первую в мире установку окислительного обжига золотосодержащего сырья «STR System» на Навоийском горно-металлургическом комбинате (Узбекистан).
К началу нового десятилетия компания Engineering Dobersek приобрела контрольный пакет инжиниринговой компании Kazzinctech Engineering (Казахстан), созданной на базе проектно-конструкторских бюро крупнейших горно-металлургических предприятий Восточного Казахстана, имеющую более чем 80-летний опыт в проектировании объектов промышленного и гражданского назначения.

## Деятельность
Engineering Dobersek предлагает комплексные решения по проектированию, строительству и поставке "под ключ" заводов и заводских компонентов в следующих областях: горнодобывающая промышленность и металлургия, энергетика и экология, а также химическое машиностроение. Engineering Dobersek разработала и запатентовала различные системы для решения технологических задач и оптимизации процессов. Каждая система адаптирована к различным требованиям к применению в горнодобывающей промышленности, переработке полезных ископаемых и металлургии.
- ContiClass System — классификация рудных пульп.
- BackFill System — закладочные комплексы.
- STR System — система oбжига хвостов сорбции.